# کو یاناگیساوا
کو یاناگیساوا (ژاپنی: 柳澤 亘؛ زادهٔ ۲۸ ژوئن ۱۹۹۶) یک بازیکن فوتبال اهل ژاپن است.
از باشگاه‌هایی که در آن بازی کرده‌است می‌توان به باشگاه فوتبال گیفو و باشگاه فوتبال میتو هولیهوک اشاره کرد.